# Astragalus zederbaueri
Astragalus zederbaueri är en ärtväxtart som beskrevs av Stadlmann. Astragalus zederbaueri ingår i släktet vedlar, och familjen ärtväxter. Inga underarter finns listade i Catalogue of Life.